# Ruhengeri
Ruhengeri ist eine Stadt im Nordwesten von Ruanda. Die Stadt liegt in der Nordprovinz. Ruhengeri ist die Hauptstadt des heutigen Distrikt Musanze. Aus diesem Grund wird die Stadt auch manchmal als Musanze bezeichnet.

## Geographie
Ruhengeri liegt im Dreiländereck Ruanda, Uganda und der DR Kongo im Norden der Lava-Ebene zu Füßen der Virunga-Vulkane. Nahe der Stadt befinden sich der Ruhondo- und Burera-See sowie der Volcanoes Nationalpark.

## Klima
|                       | Jan  | Feb  | Mär   | Apr   | Mai   | Jun  | Jul  | Aug  | Sep   | Okt   | Nov   | Dez  |   |         |
| Mittl. Tagesmax. (°C) | 24,6 | 24,9 | 24,4  | 23,7  | 23,1  | 23,1 | 23,7 | 24,4 | 24,4  | 24,2  | 24,2  | 24,2 | ⌀ | 24,1    |
| Mittl. Tagesmin. (°C) | 10,7 | 11,2 | 11,4  | 12,6  | 13,0  | 11,5 | 10,8 | 11,6 | 11,3  | 11,2  | 11,0  | 10,7 | ⌀ | 11,4    |
|                       |      |      |       |       |       |      |      |      |       |       |       |      |   |         |
| Niederschlag (mm)     | 71,0 | 93,2 | 141,9 | 173,8 | 152,3 | 39,2 | 16,6 | 48,7 | 124,4 | 162,2 | 147,4 | 83,0 | Σ | 1.253,7 |
|                       |      |      |       |       |       |      |      |      |       |       |       |      |   |         |
| Regentage (d)         | 13   | 15   | 20    | 23    | 19    | 7    | 3    | 8    | 18    | 22    | 22    | 16   | Σ | 186     |

| 10,7 |

| 11,2 |

| 11,4 |

| 12,6 |

| 13,0 |

| 11,5 |

| 10,8 |

| 11,6 |

| 11,3 |

| 11,2 |

| 11,0 |

| 10,7 |

| 10,7 |

| 11,2 |

| 11,4 |

| 12,6 |

| 13,0 |

| 11,5 |

| 10,8 |

| 11,6 |

| 11,3 |

| 11,2 |

| 11,0 |

| 10,7 |

## Geschichte
Im Rahmen des Guerillakriegs der Ruandischen Patriotischen Front plante Paul Kagame einen Angriff auf die Stadt. Ziel war die Verunsicherung der Bevölkerung wie auch ein direkter Angriff auf das Regime, für die Ruhengeri eine Hochburg darstellte. Am 23. Januar 1991 nahm die RPF Ruhengeri ein, befreite eine Vielzahl politischer Gefangener und erbeutete eine große Zahl Waffen und Ausrüstung, bevor sie sich am Abend wieder in die Wälder zurückzog.
Nach Berichten über Massaker begann die RPF eine umfangreiche Offensive. Gleich zu Beginn der Offensive wurde Ruhengeri eingenommen, bevor sich die RPF nach Kigali wandte.

## Politik und Wirtschaft
Vor der Gebietsreform vom 1. Januar 2006 war Ruhengeri Hauptstadt der Provinz Ruhengeri. Diese wurde durch die Reform mit der Provinz Byumba und Teilen der Provinz Kigali zur Nordprovinz zusammengelegt. Neue Hauptstadt der Provinz ist Byumba. Der offizielle Name der Stadt bleibt Ruhengeri.
Wirtschaftlich bedeutend ist der Tourismus zu den Berggorillas im Volcanoes Nationalpark in den Virunga-Bergen. In Ruhengeri gibt es eine Reihe Hotels und Banken. Die Industrie verarbeitet und Getreide und Pyrethrum. Zur Gewinnung der Pyrethrine für die Herstellung organischer Insektizide wurde 1972 eine Fabrik eröffnet.
Die Stadt besitzt einen kleinen Flughafen, der über eine unbefestigte Graslandebahn verfügt.

## Bevölkerung
Bei der letzten Volkszählung im Jahre 2022 wurden 153.368 Einwohner gezählt.
| Jahr | Einwohner |
| ---- | --------- |
| 1978 | 18.942    |
| 1991 | 29.286    |
| 2012 | 68.930    |
| 2022 | 153.368   |